# Najlepši
Najlepši (japonsko 一番美しく, Hepburn Ichiban utsukushiku) je japonski dramski film iz leta 1944, ki ga je režiral Akira Kurosava in zanj tudi napisal scenarij. Dogajanje je postavljeno v optično tovarno v času druge svetovne vojne, kjer se skupina prostovoljk trudi izpolniti zaradi vojne povišane cilje direktorja tovarne. V glavnih vlogah nastopajo Joko Jaguči, Takaši Šimura, Takako Irie in Ičiro Sugai.
Film je bil premierno prikazan 13. aprila 1944. Japonska vojna oblast ga je uporabljala kot propagandni film, ki bi naj japonske civiliste motiviral k pomoči vojnim naporom doma. Kurosava je kasneje pojasnil, da se je bil ob medvojni japonski in povojni ameriški cenzuri primoran omejiti na snemanje domoljubnih in zgodovinskih filmov.

## Vloge
- Joko Jaguči kot Curu Vatanabe
- Takaši Šimura kot Goro Išida
- Takako Irie kot Noriko Mizušima
- Ičiro Sugai kot Ken Šinda